# Imabikisō
Imabikisō (忌火起草, Imabikisō?) è un videogioco a romanzo visivo sviluppato da Chunsoft inizialmente per PlayStation 3 e in seguito anche per Nintendo Wii. È stato il primo gioco a romanzo visivo pubblicato su console di settima generazione.
Il gioco consiste in gran parte di immagini statiche di fotografie, anche se ci sono momenti di azioni e paure. Imabikisō è stato distribuito esclusivamente in Giappone.